# Daniel Kablan Duncan
Daniel Kablan Duncan (Ouellé, 30 juni 1943) is een Ivoriaanse politicus. Hij was tweemaal premier van Ivoorkust (1993–1999 en 2012–2017) en tevens vicepresident (2017–2020). Ook was hij werkzaam als minister van Financiën (1990–1993) en minister van Buitenlandse Zaken (2011–2012).

## Biografie
Duncan begon zijn politieke loopbaan in 1990, toen hij minister van Financiën werd onder toenmalig premier Alassane Ouattara. Hij behield deze functie drie jaar. Na de dood van president Félix Houphouët-Boigny op 7 december 1993 ontstond een machtsstrijd voor het presidentschap die Ouattara uiteindelijk verloor van Henri Konan Bédié. Ouattara legde zijn premierschap neer en Duncan werd benoemd tot zijn opvolger. Als premier bleef Duncan tevens verantwoordelijk voor financiën.
Duncan diende als premier voor zes jaar, tot president Henri Konan Bédié werd afgezet in een militaire staatsgreep op 24 december 1999. Door die staatsgreep kwam Robert Guéï aan de macht. Onder zijn bewind (van 24 december 1999 tot 26 oktober 2000) werd de functie van premier aanvankelijk afgeschaft en ook alle andere ministersposten, omdat het land toen geregeerd werd door een Militaire Raad (tot en met 4 januari 2000). Daarna werd een tijdelijke regering gevormd met Guéï als president en Seydou Diarra als premier.
Nadat Alassane Ouattara in 2011 president werd, werd Duncan op 1 juni van dat jaar aangesteld als minister van Buitenlandse Zaken. Na meer dan een jaar op die post werd hij voor de tweede keer in zijn politieke carrière benoemd tot premier van Ivoorkust. Hij volgde Jeannot Ahoussou-Kouadio op als premier op 21 november 2012. Net als Ahoussou-Kouadio is Duncan lid van de Democratische Partij van Ivoorkust (PDCI), een partij onder leiding van Henri Konan Bédié.
Nadat Ouattara herkozen werd in oktober 2015, namen Duncan en zijn regering op 6 januari 2016 ontslag, maar Ouattara benoemde Duncan onmiddellijk opnieuw als premier.
Bij de parlementsverkiezingen van december 2016 werd Duncan in de Nationale Vergadering verkozen als kandidaat voor de regerende coalitie van de RHDP in Grand-Bassam, met 87,46% van de stemmen. Na de verkiezingen diende Duncan op 9 januari 2017 zijn ontslag in als premier. Ouattara benoemde hem vervolgens tot vicepresident van Ivoorkust, een functie gecreëerd door de nieuwe grondwet van 2016, en op 10 januari 2017 stelde hij Amadou Gon Coulibaly aan om Duncan als premier op te volgen. Duncan werd officieel beëdigd op 16 januari 2017 en werd daarmee de eerste vicepresident in de geschiedenis van het land. In juli 2020 trad hij af.